# Theutgaud
Theutgaud († 868; auch: Dietgold, Tietgaud, Tetgaud, Thietgaud) war Erzbischof von Trier, wo er seinem Onkel Hetti (814–847) nachfolgte.

## Leben
Theutgaud soll Abt von Mettlach gewesen sein, bevor er nach 847 seinem Onkel ins Bischofsamt nachfolgte. Die Angabe, dass er erst 851 Erzbischof wurde, beruht auf schlechteren Abschriften des Regino. Jedenfalls fällt die von ihm ausgestellte Urkunde, das Eigentum des Altars von S. Castor in der Villa Rengsdorf betreffend, vor die Kaiserkrönung Ludwigs (6. April 850).
Ein schweres Ungewitter, das am 15. September 857 die Stadt Trier traf, als Theutgaud gerade den Gottesdienst feierte, und bei dem ein großer Hund um den Altar lief, gab den Chronisten Anlass, in solchen Zeichen den üblen Verlauf von Theutgauds Episkopat vorgezeichnet zu sehen.
Am 14. Juni 859 nahm Theutgaud an der Synode zu Savonières bei Toul teil, der auch König Karl der Kahle und seine Neffen Lothar und Karl beiwohnten. Verhängnisvoller war seine Beteiligung an der von Erzbischof Gunthar von Köln auf Anordnung Lothars II. in Aachen im Januar 860 gehaltenen Synode, sowie an der folgenden im Februar 860 (ebenfalls in Aachen) gehaltenen größeren Bischofsversammlung, wo er sich von Gunthar verleiten ließ, die Absichten König Lothars hinsichtlich seiner Scheidung von Tietberga und seiner Wiederverheiratung mit Waldrade zu begünstigen.
Dasselbe Jahr sah ihn am 22. Oktober auf der Synode zu Thousey bei Toul, die von den Bischöfen aus den Reichen Karls des Kahlen, Lothars II. und des jüngeren Karl besucht wurde. Wahrscheinlich ins Jahr 862 fällt seine Beteiligung an dem Streit des Erzbischofs Hinkmar von Reims mit Bischof Rothad von Soissons, in welcher Angelegenheit er als Primas des belgischen Galliens mit seinen Amtsbrüdern von Köln, Besançon, Arles und Mailand an die Bischöfe im Reiche Ludwigs II. schrieb.
Am 29. April 862 erschien er mit seinen drei Suffraganen auf der dritten, in der Ehescheidungssache des Königs Lothar zu Aachen gehaltenen Synode, und ebenso im Juni 863 auf der Metzer Synode, wo er sich gemeinsam mit Erzbischof Gunthar von Köln mit einer Gesandtschaft an Papst Nikolaus I. betrauen ließ. In Rom angelangt, wurden beide Erzbischöfe auf einer Lateransynode (30. Oktober 863) wegen ihrer Begünstigung von Lothars ehebrecherischen Plänen vom Papst ihrer bischöflichen Gewalt entkleidet und exkommuniziert. Erbittert über diese Behandlung begaben sich die beiden nach Benevent zu Kaiser Ludwig II., mit dem sie Anfang 864 nach Rom zurückkehrten, in der Hoffnung, ihre Wiedereinsetzung zu erlangen. Da der Papst unerbittlich blieb, kehrten sie auf des Kaisers Geheiß nach Hause zurück, und Erzbischof Gunthar zelebrierte bereits am Gründonnerstag (30. März) wieder in seiner Kathedrale, indem er sich über die Exkommunikation hinwegsetzte und die Zügel der Regierung seines Stifts wieder ergriff.
Theutgaud achtete indessen den päpstlichen Bann und enthielt sich geistlicher Funktionen. Indessen verhandelte er noch im November 866 in Trier mit Lothar, der sich bemühte, durch Vermittlung seiner Reichsbischöfe die Königin Thietberga dazu zu bringen, sich selbst eines erdichteten Verbrechens anzuklagen und den Schleier zu nehmen. Dem Ansinnen der Könige Lothar und Ludwig des Deutschen, Theutgaud wieder in sein Amt einzusetzen, setzte Papst Nikolaus I. beharrlichen Widerstand entgegen. Auch Papst Hadrian II., der Nikolaus am 13. November 864 im Amt gefolgt war, war für diesen Schritt nicht zu gewinnen; doch reichte er Theutgaud am 14. Dezember in der Peterskirche das Abendmahl (die Laienkommunion). Theutgaud, jetzt mittellos, erhielt vom Papst eine Wohnung im Kloster des hl. Gregorius auf dem Clivus Scauri angewiesen, die er, durch ein Traumgesicht geängstigt, bald aufgab. Er starb, noch in Rom, wahrscheinlich am 27. Januar 868.